# ديريك فيلدينغ
ديريك فيلدينغ (بالإنجليزية: Derek Fielding)‏ هو كاتب أسترالي، ولد في 14 أغسطس 1929 في بلفاست في المملكة المتحدة، وتوفي في 25 يونيو 2014.